# Rybníček u Habrů

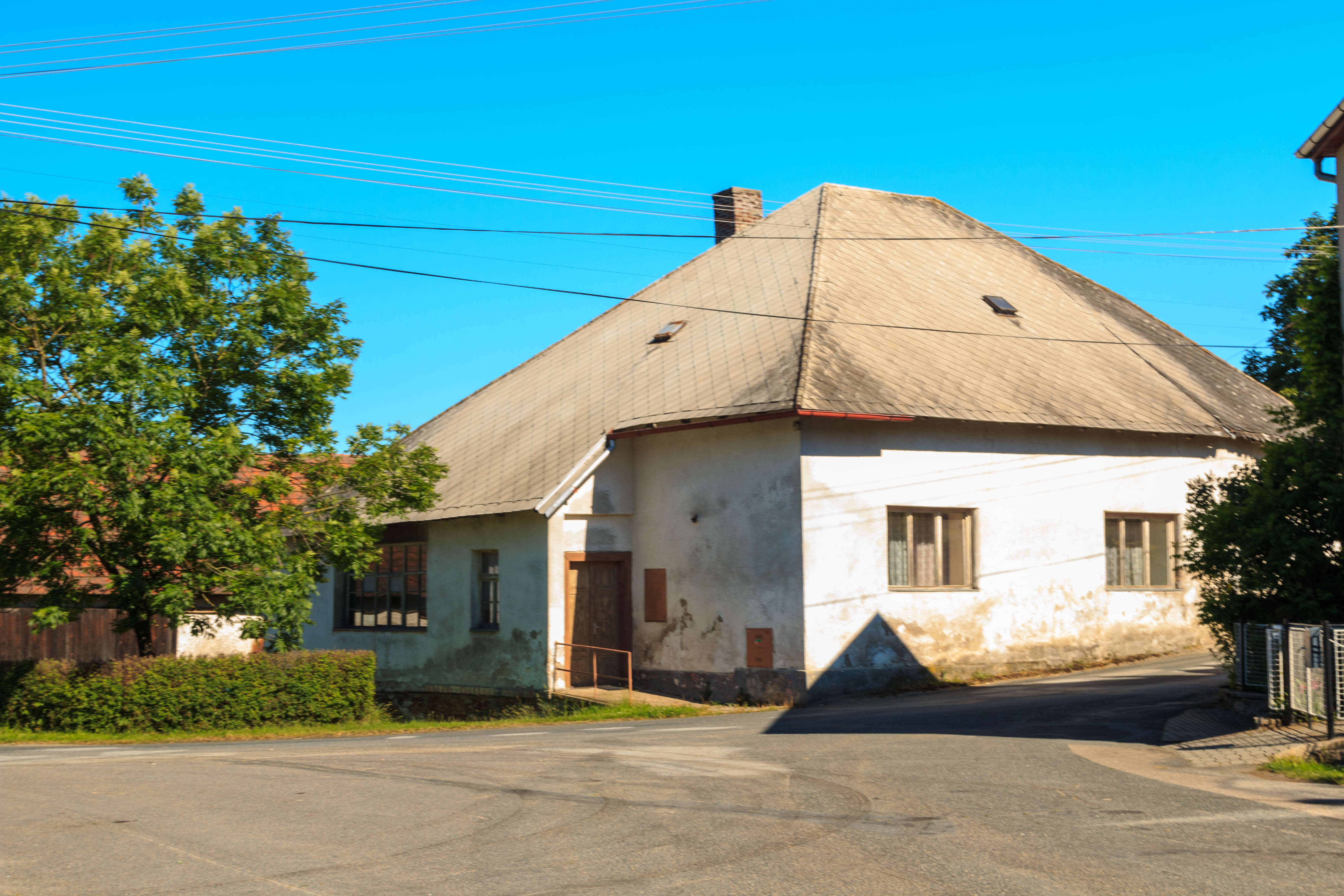
Haus Nr. 28

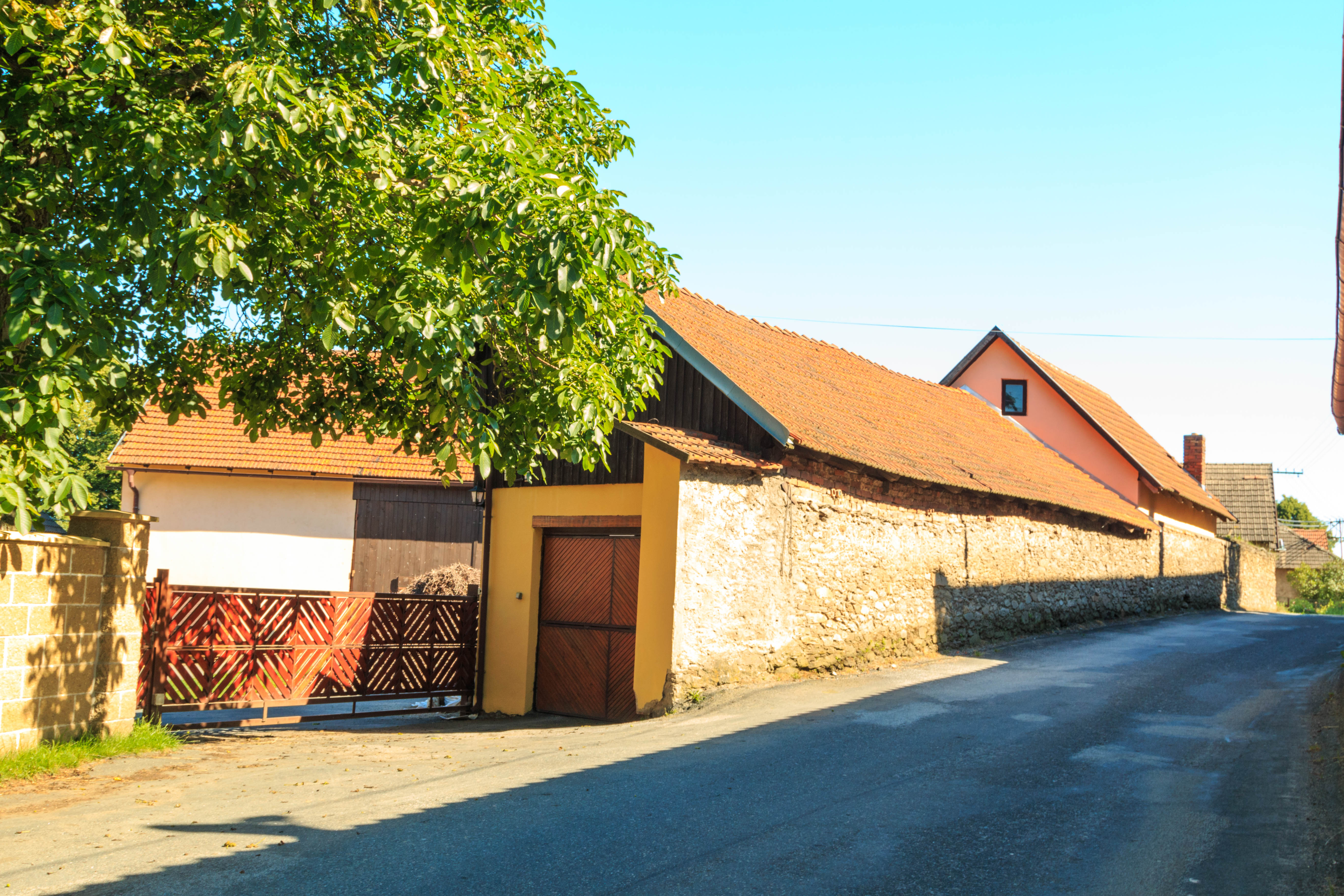
Gehöft Nr. 1

Rybníček (deutsch Rybniczek, auch Ribnitschek) ist eine Gemeinde in Tschechien. Sie liegt zweieinhalb Kilometer nordöstlich von Habry und gehört zum Okres Havlíčkův Brod.

## Geographie
Rybníček befindet sich im Quellgebiet des Baches Babský potok in der Hornosázavská pahorkatina (Hügelland an der oberen Sázava). Südlich des Dorfes verläuft die Wasserscheide zwischen der Elbe und der Moldau. Der größte Teil des Katasters besteht aus Ackerland.
Nachbarorte sind Nasavrky, Zhoř, Jakubovice und Hostovlice im Norden, Košťany, Dálčice und Petrovice u Uhelné Příbramě im Nordosten, Uhelná Příbram und Leškovice im Osten, Vepříkov, Cihelna und Miřátky im Südosten, Na Pekle, Proseč, Nový Dvůr und Kněž im Süden, Habry im Südwesten, Haberský Dvůr und Chrtníč im Westen sowie Kobylí Hlava, Fabiánka, Frýdnava und Olšinky im Nordwesten.

## Geschichte
Die erste urkundliche Erwähnung erfolgte im Jahre 1552, als Burian Trčka von Lípa die Dörfer Rybniczek, Leškovice, Choštišťany, Vohančice, Zábělčice und Frýdnava an Marianne Robenhaupt von Soutice (Mariana Robmhápová ze Soutic) verkaufte. Sie bildete daraus das Gut Zábělčice. 1559 wurde der Kauf in der Landtafel eingetragen. 1566 verkaufte sie das Gut Zábělčice mit den sechs Dörfern für 2600 Schock Böhmische Groschen an Jiří Mnětický von Mnětice. Im Jahre 1580 erwarb Wenzel Robenhaupt von Sucha auf Seč das Gut Zábělčice mit den Dörfern Zábělčice, Rybníček, Košťany, Vohančice, Frýdnava und Leškovice erblich von König Rudolf II. Er kaufte im selben Jahr von Albrecht Slavata von Chlum und Koschumberg noch das Städtchen Jeníkov hinzu und vereinigte beide Güter. Ab 1600 gehörte Rybníček zur Feste Nové Vohančice und ab 1638 wieder zur Herrschaft Jeníkov. In der berní rula von 1654 sind für Rybníček sieben Anwesen aufgeführt, von denen drei wüst lagen. 
Im Jahre 1840 bestand das im Caslauer Kreis gelegene Dorf Rybniček aus 30 Häusern, in denen 200 Personen, darunter drei protestantische und eine jüdische Familie, lebten. Im Ort gab es einen herrschaftlichen Meierhof mit Schäferei, ein dominikales Branntweinhaus, ein dominikales Jägerhaus und ein Wirtshaus. Pfarrort war Kloster. Bis zur Mitte des 19. Jahrhunderts blieb Rybniček der Herrschaft Goltsch-Jenikau untertänig.
Nach der Aufhebung der Patrimonialherrschaften bildete Rybníček ab 1849 eine Gemeinde im Gerichtsbezirk Habern. Ab 1868 gehörte der Ort zum Bezirk Časlau. 1869 hatte Rybníček 233 Einwohner und bestand aus 31 Häusern. Das Dorf wurde 1900 von Vilémov nach Habry umgepfarrt. Im Jahre 1900 lebten in Rybníček 168 Menschen, 1910 waren es 193. 1922 wurde das Dorf elektrifiziert. 1930 hatte Rybníček wiederum 193 Einwohner und bestand aus 37 Häusern. Den Wald Vyšáry (16,74 ha) kaufte die Gemeinde 1931 für 28.000 Kronen vom Freiherrn Reisky von Dubnitz auf Klášter. Die Freiwillige Feuerwehr wurde 1936 gegründet und errichtete im selben Jahre in Eigenregie für 6000 Kronen ein Spritzenhaus. 1947 erfolgte die Verlegung einer Fernsprechleitung von Habry nach Rybníček. 1949 wurde die Gemeinde dem Okres Chotěboř zugeordnet. Seit der Gebietsreform von 1960 gehört Rybníček zum Okres Havlíčkův Brod. Beim Zensus von 2001 lebten in den 36 Häusern der Gemeinde 68 Personen. In dem Dorf gibt es 22 Familienhäuser und ein Mehrfamilienhaus sowie acht Ferienhäuser; zwei Häuser sind leerstehend.

## Gemeindegliederung
Für die Gemeinde Rybníček sind keine Ortsteile ausgewiesen.
Das Gemeindegebiet bildet den Katastralbezirk Rybníček u Habrů.

## Sehenswürdigkeiten
- Steinernes Kreuz am nördlichen Ortsrand
- Kreuz an der Straße nach Habry
- Spritzenhaus mit Glockentürmchen, errichtet 1936